# SHOCK!
«SHOCK!» es el decimoprimer sencillo oficial de Cute. Fue lanzado bajo el sello de Zetima el 6 de enero de 2010. Este es el primer sencillo en el que participan sólo 5 de las integrantes después de las salidas de integrantes. En su primer día de ventas alcanzó el primer puesto en Oricon con 8410 piezas vendidas y el sexto en Ranking MUSIC ON!. También obtuvo el puesto 97 en el ranking mensual de Oricon con un total de 23 389 copias vendidas. Sin embargo, en comparación con los demás sencillos fue el que vendió menos copias.

## Canciones
- ＳＨＯＣＫ！
- 生きようぜ！ (Ikiyouze!)(Vamos a vivir la vida!)
- ＳＨＯＣＫ！(Instrumental)

## Miembros presentes en el sencillo
- Maimi Yajima - Líder
- Saki Nakajima
- Airi Suzuki
- Chisato Okai
- Mai Hagiwara

## Información del sencillo
| #  | Información del sencillo |
| -- | --- |
| 11 | - Fecha de Lanzamiento: 6 de enero de 2010 - Centro: Airi Suzuki - Vocalista Principal:Airi Suzuki - Vocalistas secundarias:-- |

- Datos: Q3120366